# Century Plaza Hotel

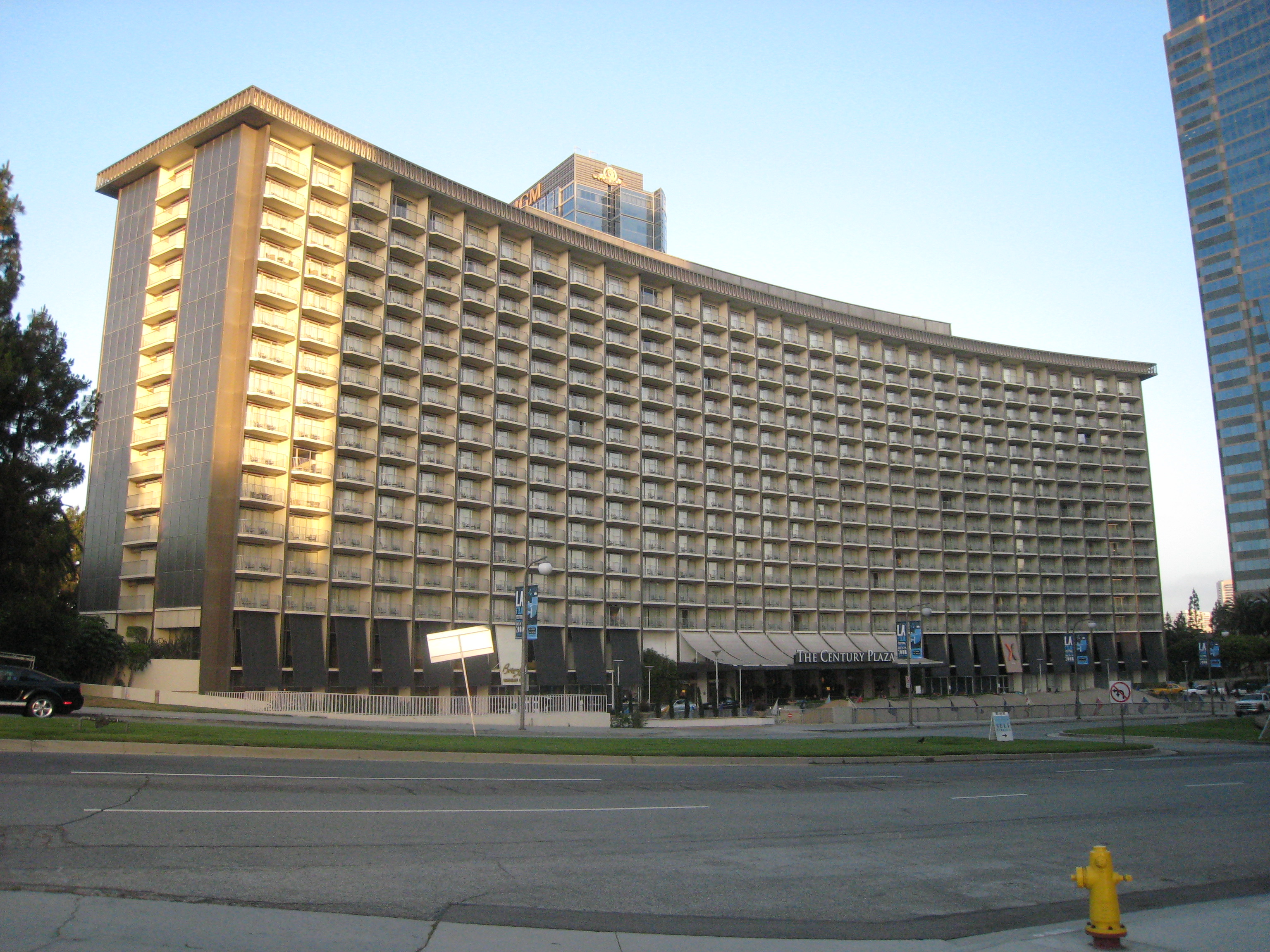
Century Plaza Hotel in 2008

Het Fairmont Century Plaza is een opvallend luxehotel in het centrum van de wijk Century City in Los Angeles in de Amerikaanse staat Californië. Het ligt vlak aan de Avenue of the Stars, naast het hoofdgebouw van filmstudio MGM. Het hotel werd in 1964 gebouwd, telt 19 verdiepingen en heeft 728 kamers. 
Er hebben verschillende beroemde mensen in het hotel overnacht, waaronder enkele Amerikaanse presidenten.